# Anomocephala unica
Anomocephala unica är en insektsart som beskrevs av Leonard D. Tuthill 1942. Anomocephala unica ingår i släktet Anomocephala och familjen spetsbladloppor. Inga underarter finns listade i Catalogue of Life.